# Rivière Durfort
Pour les articles homonymes, voir Durfort.
La rivière Durfort est un affluent de la Petite rivière Manouane, coulant dans le territoire non organisé de Mont-Valin, dans la municipalité régionale de comté du Fjord-du-Saguenay, région administrative de Saguenay-Lac-Saint-Jean,  Province de Québec, au Canada.
Le bassin versant de la rivière Durfort est desservie par quelques routes forestières secondaires pour les besoins de la foresterie et des activités récréotouristiques,.
La foresterie constitue la principale activité économique du secteur, suivie en importance par les activités récréotouristiques.
La surface de la rivière Durfort est habituellement gelée de la fin novembre au début avril, toutefois la circulation sécuritaire sur la glace se fait généralement de la mi-décembre à la fin mars.

## Géographie
Les principaux bassins versants voisins de la rivière Durfort sont :
- côté Nord : ruisseau Pieuvre, lac Manouane, Petite rivière Manouane ;
- côté Est : rivière Manouane, rivière aux Hirondelles, réservoir Pipmuacan ;
- côté Sud : Petite rivière Manouane, lac Duhamel, rivière Manouane ;
- côté Ouest : Petite rivière Manouane, rivière Duhamel, ruisseau de la Mésange, ruisseau Lombric, rivière Péribonka, Petite rivière Shipshaw[1].

La rivière Durfort prend sa source d’un lac non identifié (longueur : 0,5 km ; altitude : 569 m). L’embouchure de ce lac est située à :
- 1,0 km à l’Ouest du lac des Trois Verveux ;
- 1,9 km à l’Est du cours de la Petite rivière Manouane ;
- 51,6 km au Nord-Ouest du barrage à l’embouchure du lac Péribonka ;
- 38,8 km au Nord-Ouest d’une baie du Nord-Ouest du réservoir Pipmuacan ;
- 33,4 km au Sud d’une baie du lac Manouane ;
- 26,8 km au Nord de l’embouchure de la rivière Durfort[1],[3].

À partir de sa source (lac non identifié), la rivière Durfort coule sur 34 km entièrement en zone forestière, selon les segments suivants :
Cours supérieur de la rivière Durfort (segment de 18,4 km)
- 6,4 km d’abord vers le Sud, jusqu’à la décharge (venant du Nord-Ouest) de trois lacs non identifiés ;
- 5,4 km vers le Sud en traversant deux lacs formés par l’élargissement de la rivière, jusqu’à la décharge (venant de l’Est) d’un lac non identifié ;
- 2,2 km vers le Sud, jusqu’à un ruisseau (venant de l’Est) correspondant à un coude de rivière ;
- 4,4 km vers le Sud-Ouest en recueillant un ruisseau (venant du Nord-Ouest), puis en courbant vers le Sud, jusqu’à la rive Nord d’un lac non identifié ;

Cours inférieur de la rivière Durfort (segment de 15,6 km)
- 1,4 km vers le Sud-Ouest en traversant un lac non identifié (altitude : 301 m) jusqu’à son embouchure ;
- 2,4 km vers le Sud en traversant un lac non identifié (longueur : 2,1 km ; altitude : 301 m) sur sa pleine longueur, jusqu’à l’embouchure de ce dernier lac ;
- 5,3 km vers le Sud-Ouest jusqu’à un coude de rivière en serpentant, puis vers l’Ouest en fin de segment en contournant une île, jusqu’à son embouchure[1].

La rivière Durfort se déverse dans un coude de rivière sur la rive Est de la Petite rivière Manouane, à :
- 4,9 km au Nord de l’embouchure de la Petite rivière Manouane (confluence avec le lac Duhamel et la rivière Manouane) ;
- 18,4 km à l’Est du lac Péribonka ;
- 28,9 km au Nord-Est de l’embouchure du lac Péribonka lequel est traversé vers le Sud-Est par la rivière Péribonka ;
- 33,0 km à l’Ouest d’une baie de la partie Nord-Ouest du réservoir Pipmuacan ;
- 60,0 km au Nord-Est de l’embouchure de la rivière Manouane ;
- 163,7 km au Nord de l’embouchure de la rivière Péribonka (confluence avec le lac Saint-Jean)[1]

À partir de l’embouchure de la rivière Durfort, le courant descend sur 6,7 km le cours de la Petite rivière Manouane vers le Sud, sur 63,7 km le cours de la rivière Manouane, sur 76,7 km le cours de la rivière Péribonka vers le Sud jusqu’à son embouchure, traverse sur 29,3 km vers l’Est le lac Saint-Jean, puis emprunte sur 160 km le cours de la rivière Saguenay vers l’Est jusqu'à la hauteur de Tadoussac où il conflue avec le fleuve Saint-Laurent.

## Toponymie
Durfort constitue une commune française située dans le département du Tarn en région Occitanie.[réf. nécessaire]
Le toponyme de « rivière Durfort » a été officialisé le 5 décembre 1968 à la Banque des noms de lieux de la Commission de toponymie du Québec.